# The Rhythm Section
The Rhythm Section es una película británica-estadounidense de acción y suspenso, dirigida por Reed Morano y escrita por Mark Burnell, basada en la novela homónima del propio Burnell. Está protagonizada por Blake Lively y Jude Law.[cita requerida]

## Argumento
Tres años después de la muerte de su familia en un accidente aéreo, Stephanie Patrick se ha convertido en una prostituta drogadicta en un burdel de Londres. Se le acerca el periodista Keith Proctor, quien cree que el accidente aéreo fue un ataque terrorista que fue encubierto por el gobierno.
Stephanie deja el burdel para vivir con Proctor y estudia su investigación sobre el accidente, lo que sugiere que fue causado por una bomba fabricada por un estudiante de ingeniería de posgrado llamado Reza, que asiste a la universidad en Londres. Stephanie compra un arma del mercado negro y encuentra a Reza en la cafetería de la universidad, pero no se atreve a dispararle. Él se burla de ella y se va, al mismo tiempo que le roba el bolso, que contiene documentos vinculados a Proctor. Horas más tarde, encuentra a Proctor asesinado en su apartamento.
A través de las notas de Proctor, Stephanie descubre que su fuente es el deshonrado agente del MI6 Iain Boyd, a quien encuentra viviendo recluido en Escocia. Boyd le dice que Reza ha desaparecido después de su confrontación con él, y acepta a regañadientes entrenarla para que lo persiga.
Boyd dice que Reza es un fabricante de bombas contratado por un terrorista conocido como U-17, que llevó a cabo el atentado a instancias de un clérigo islamista que luego murió en un ataque con drones. El avión fue derribado para asesinar al reformador liberal musulmán Abdul Kaif; El padre de Kaif, Suleman, financió la investigación de Proctor sobre el accidente. Stephanie asume la identidad de Petra Reuter, una asesina asesinada por Boyd cuyo cuerpo nunca fue encontrado.
Boyd la envía a Madrid para encontrarse con el exagente de la CIA Marc Serra, quien aparentemente acepta ayudar. Stephanie le pide a Suleman que financie su misión, prometiendo vengar a su hijo; él se niega, sin saber de la muerte de Proctor y creyendo que Proctor los había extorsionado. La madre de Kaif, Alia, le ofrece el dinero.
Stephanie asesina a varios de los conspiradores del atentado. Serra le dice que el Sub-17 es el mismo Reza. Ella lo rastrea hasta el sur de Francia, donde está preparando un atentado con bomba en un autobús y, después de una lucha en el autobús, lo deja morir mientras explota su propia bomba. Se da cuenta de que Serra ha sido Sub-17 todo el tiempo y la estaba usando para matar todas las conexiones con él. Ella mata a Serra con una jeringa en su casa, antes de visitar a Alia para informarle que su misión fue un éxito.
Boyd se encuentra con Stephanie en Londres y le advierte que desaparezca, ya que el MI6 se ha ofrecido a aceptarlo si puede eliminar a la recién resurgida "Petra". Stephanie, habiendo encontrado la paz, se aleja.

## Reparto
- Blake Lively como Stephanie Patrick.
- Jude Law como Iain Boyd.
- Sterling K. Brown como Marc Serra.
- Daniel Mays como Dean West.
- Richard Brake como Lehmans.
- Raza Jaffrey como Proctor.
- Tawfeek Barhom como Reza.

## Producción

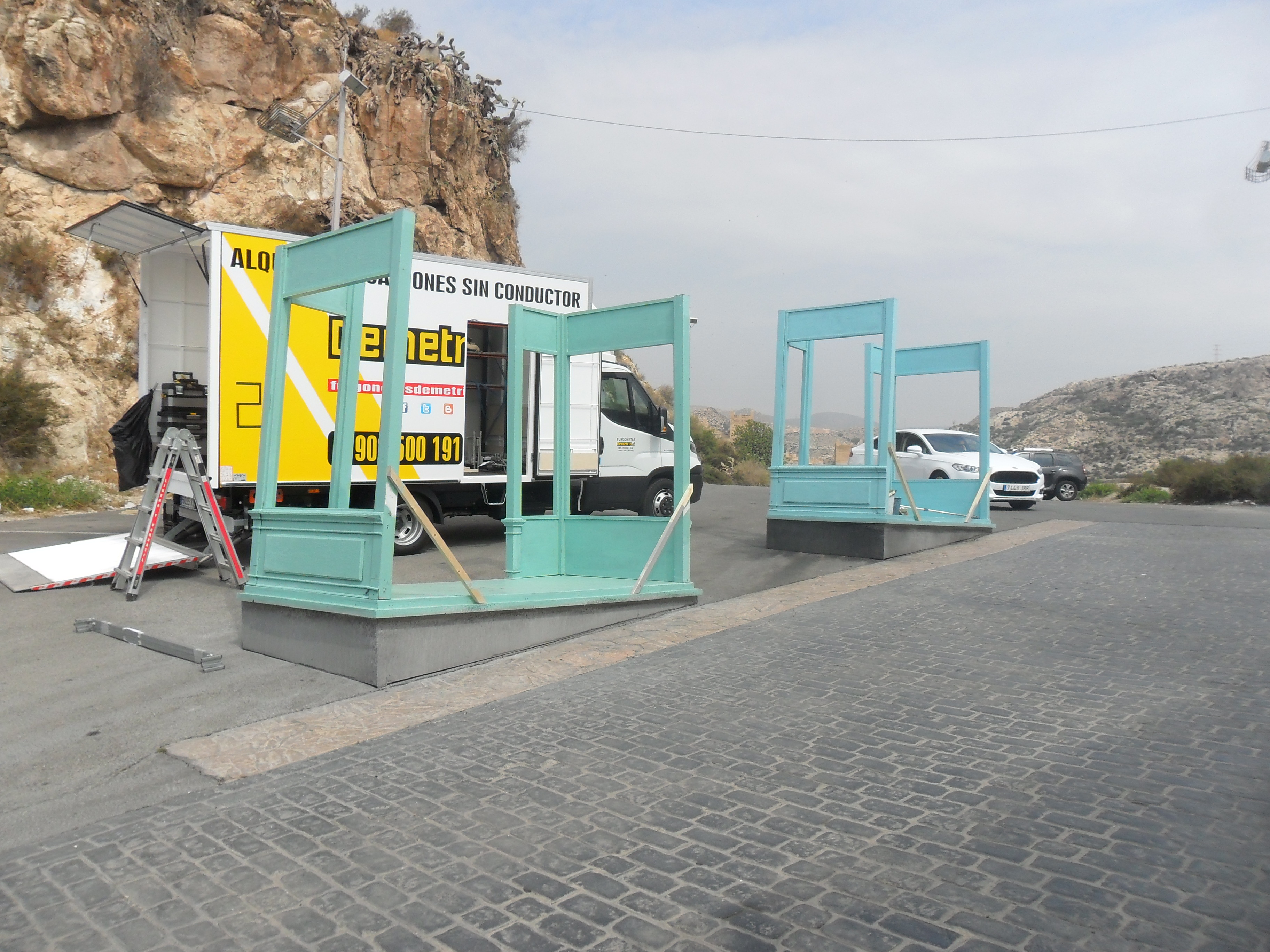
Instalación de decorados en los alrededores de la Alcazaba de Almería

La Paramount Pictures adquirió los derechos de la película en 2017. El rodaje comenzó en diciembre de 2017 en Dublín, Irlanda. La producción fue pausada temporalmente luego de que Lively se hiriera en el rodaje, proponiendo como fecha para regresar a filmar, junio. Sterling K. Brown se unió a la película mientras la producción comenzaba de nuevo en la ciudad de Cádiz (España), en verano de 2018, cuando la ciudad gaditana se convirtió durante unos días en la ciudad de Marsella.. En julio de 2018, la producción continuó en Almería con Jude Law y Blake Lively.